# زیبامکان
زیبا مکان روستایی از توابع بخش مرکزی شهرستان جم استان بوشهر در جنوب ایران.

## جمعیت
این روستا در دهستان جم قرار دارد و بر اساس سرشماری سال ۱۳۸۵ جمعیت آن ۲۰۶ نفر (۴۱ خانوار) بوده است.